# Sommerland
Sommerland est une commune allemande du Schleswig-Holstein, située dans l'arrondissement de Steinburg (Kreis Steinburg), à huit kilomètres à l'est de la ville de Glückstadt. Sommerland est l'une des douze communes de l'Amt Horst-Herzhorn dont le siège est à Horst (Holstein).